# 9947 Такайсюдзі
9947 Такайсюдзі (9947Takaishuji) — астероїд головного поясу, відкритий 17 серпня 1990 року.
Тіссеранів параметр щодо Юпітера — 3,433.